# Koordinatna notacija
Koordinátna notácija je zaradi preprostejšega programiranja prisotna večinoma v šahovskih programih. Tak zapis uporablja zgolj začetne in končne koordinate polj, ki so vključena v premike figur, in razen pri promociji ne vključuje zapisa figur in uporablja samo velike tiskane črke, tako kot opisna notacija. Npr. poteza, ki se zapiše v algebraični notaciji kot 1.d4 d5, se v koordinatni zapiše kot 1. D2-D4, D7-D5. Enačaj (=) se uporablja za zapis promocije, npr. H7-H8=D. Rokada se zapiše tako, da se zapišeta polji, na katerih pred in po izvedbi rokade stoji kralj (npr.: 8. E1-G1). Jemanje figur ni posebej označeno in se zapiše kot običajna poteza.